# Transport ferroviaire en Indonésie

Carte de la ligne à grande vitesse sur l'île de Java.

Le transport ferroviaire en Indonésie est concentré sur l'île de Java, qui possède 2 lignes principales qui traversent l'île d'ouest en est et plusieurs lignes secondaires. En outre, Jakarta et la conurbation dont elle est le centre, le Jabodetabek, possède un réseau express régional, le KRL Jabotabek. En dehors de Java, les seules régions d'Indonésie à posséder un réseau ferroviaire sont à Sumatra, dans le nord de l'île (provinces de Sumatra du Nord et Aceh), centré sur Medan, dans l'ouest (province de Sumatra occidental) et dans le sud (provinces de Sumatra du Sud et Lampung), centré sur Palembang.
Le réseau actuel consiste en 6 529 km de lignes, dont 5 042 km en exploitation (3 672 km à Java et 1 370 à Sumatra). Environ 100 km sont électrifiées à Java. Le transport ferroviaire indonésien est le monopole de la société nationale PT Kereta Api (Persero) ("compagnie des chemins de fer indonésiens") ou PT KA. 

## Histoire

### À l'époque coloniale

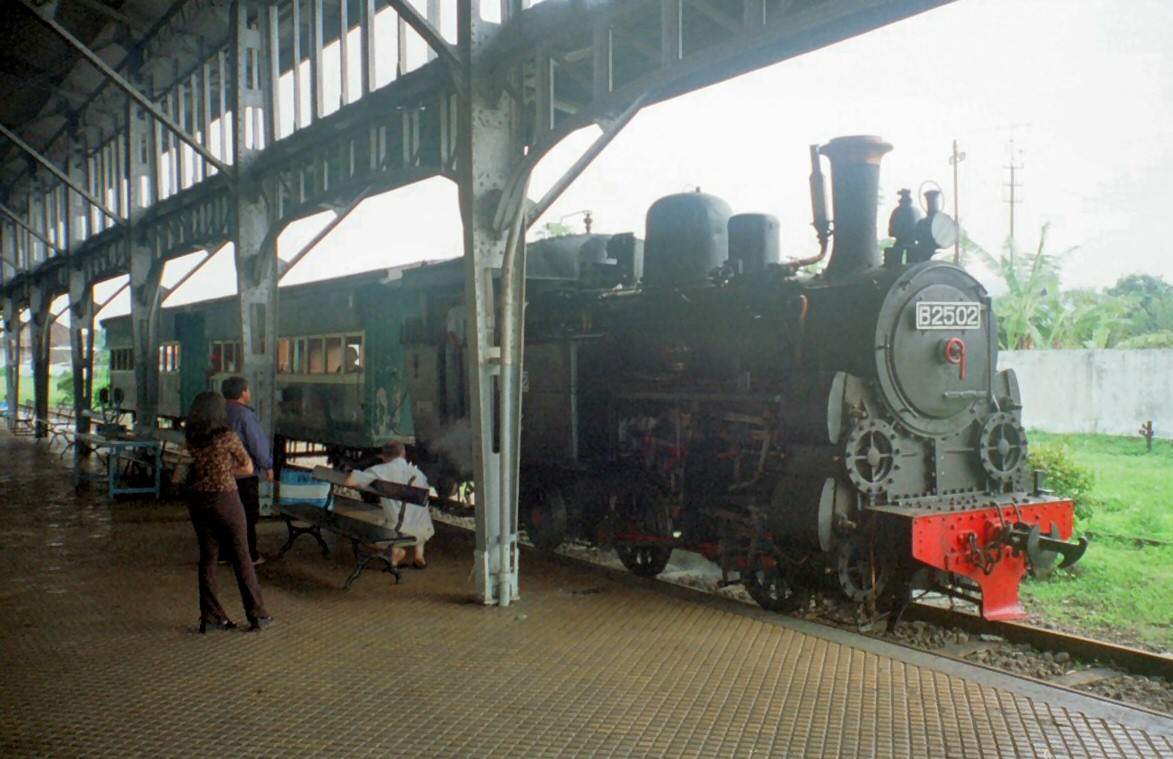
Vieille locomotive au Musée du chemin de fer d'Ambarawa dans le centre de Java

À l'époque des Indes néerlandaises, des intérêts néerlandais, allemands et britanniques construisent un chemin de fer à Java.  Les premières voies sont construites dans les années 1860 avec un écartement de 1,435 mètre, dit "voie normale" dans la partie sud de l'île par les Nederlandse Indische Spoorwegen Maatschappij (NISM, « compagnie des chemins de fer des Indes néerlandaises »). Ce réseau se révèle peu économique. D'autres voies sont alors construites avec un écartement plus étroit de 3 pieds et 6 pouces (1,067 mètre), dit "voie sud-africaine".
Les voies étroites se montrant plus rentables c'est à cet écartement qu'est construit le reste du réseau de l'île. Par ailleurs, un réseau à l'écartement dit "Decauville" (60 centimètres) est construit dans les régions de plantations de canne à sucre de Java.
Lors de l'occupation japonaise de Java durant la Seconde Guerre mondiale, des tronçons de voies à l'écartement standard ainsi que du matériel roulant sont démontés et transportés en Mandchourie. Tout le réseau à voie normale est converti à la voie de 1,067 mètre, écartement utilisé majoritairement au Japon.

### L'Indonésie indépendante

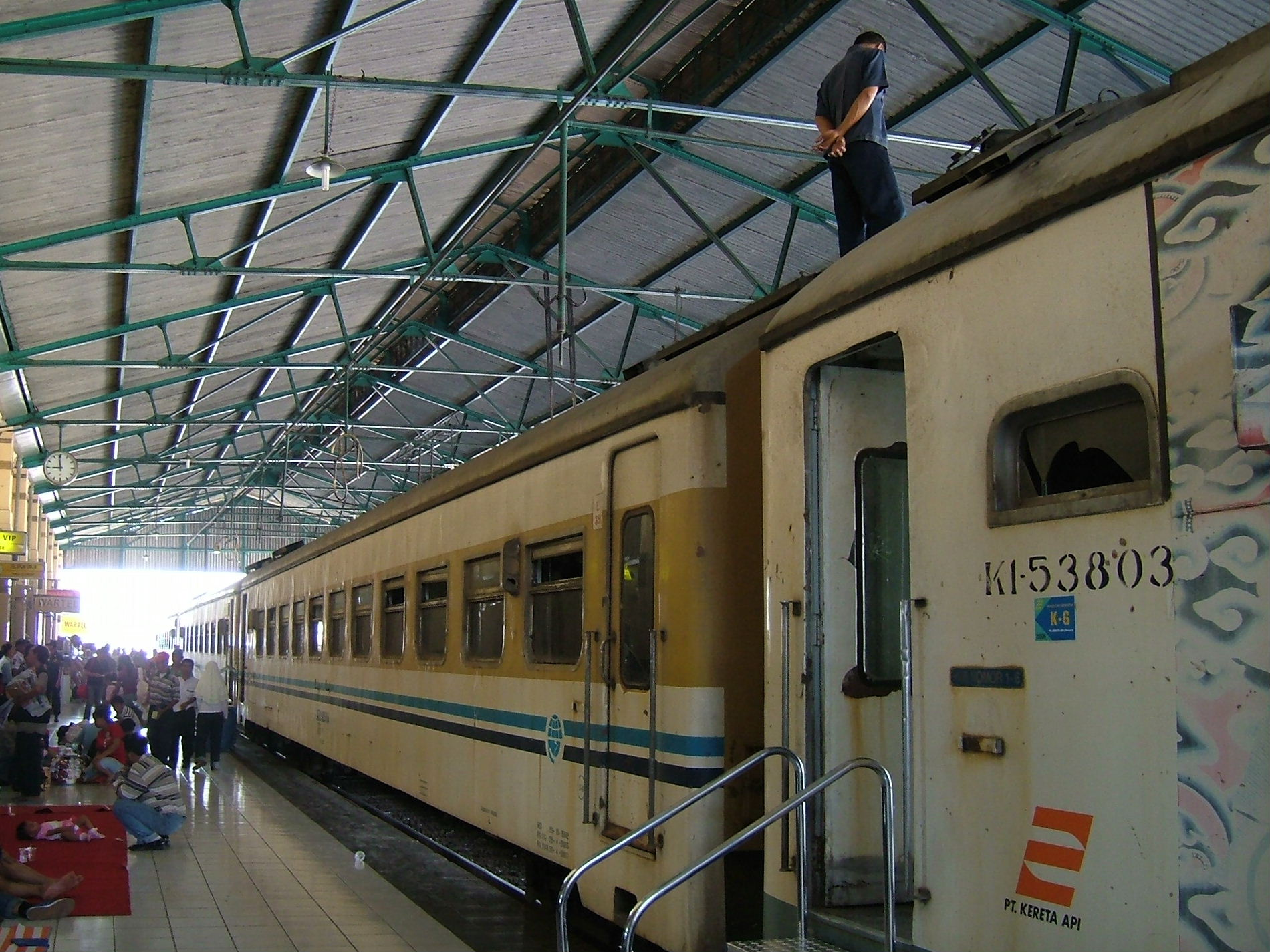
Voiture voyageurs en gare de Cirebon

Après la proclamation de l'indépendance en 1945, l'Indonésie continuera longtemps d'utiliser la traction à vapeur. Dans les années 1980, la plupart des locomotives à vapeur ont été envoyées, soit à la ferraille, soit au musée du chemin de fer d'Ambarawa, soit gardées sur le réseau sucrier.
Les réseaux privés étrangers sont nationalisés en 1971.

## Développements

### Sumatra du Sud
Le doublement de la voie sur 80 kilomètres entre les gares de Prabumulih et Tanjung Enim devrait être terminé mi-juillet 2015. Il permettra au transport de charbon de ne pas perturber le trafic passager.

## Avertissement
Les guides et cartes touristiques publiés dans les années 1980, et même actuellement, indiquent encore des lignes fermées ou supprimées depuis longtemps. Il est donc impératif d'actualiser les informations auprès de la compagnie des chemins de fer.